# Mayonaka no Door (Stay with Me)
Mayonaka no Door (Stay with Me) (japanisch 真夜中のドア〜Stay with Me) ist ein im November 1979 veröffentlichtes Lied von Miki Matsubara und deren erste Singleauskopplung aus dem Debütalbum Pocket Park. Der von Tetsuji Hayashi und Yoshiko Miura geschriebene Song blieb lange Zeit außerhalb Japans gänzlich unbekannt, ehe er 2020 internationale Popularität durch seine Verwendung auf Plattformen wie YouTube und TikTok erlangte. Im Dezember 2020 erreichte Mayonaka no Door (Stay with Me) Platz eins der Spotify Global Viral Charts.

## Entstehung und Veröffentlichung
Miki Matsubara nahm Mayonaka no Door (Stay with Me) 1979 im Alter von 19 Jahren auf. Zwei Jahre zuvor war sie erstmals als Sängerin in Clubs der japanischen Hauptstadt Tokio aufgetreten. Das als erste Singleauskopplung ihres Debütalbums Pocket Park veröffentlichte Lied zählte zu den ersten Vertretern des in den 1980er Jahren in Japan populären City Pop und brachte Matsubara landesweite Bekanntheit.
Nach Veröffentlichung am 5. November 1979 erreichte Mayonaka no Door (Stay with Me) Platz 28 der japanischen Oricon Singles Chart und erhielt positive Bewertungen von zeitgenössischen Kritiken. Es verkauften sich laut offiziellen Angaben 104.000 Exemplare (laut der Plattenfirma Pony Canyon sogar 300.000). Außerhalb Japans stieß das Lied jedoch kaum auf Resonanz. Miki Matsubara, die nach Pocket Park noch zehn weitere Alben veröffentlichte, starb 2004 im Alter von 44 Jahren an den Folgen einer Krebserkrankung.
Das vorwiegend in japanischer Sprache verfasste Mayonaka no Door (Stay with Me), in dem nur das Intro To you ... yes my love to you und der Refrain Stay with Me in englischer Sprache gesungen wird, ist inhaltlich als Liebeslied einzuordnen. Der Text handelt von einer Person, die beim nahenden Abschied ihre Liebe an der Haustüre bittet, bei ihr zu bleiben und noch nicht nach Hause zu fahren. Mayonaka no Door bedeutet übersetzt Mitternachtstür.

## Erneute Popularität seit 2020
2020 stieg nach 41 Jahren die Bekanntheit von Mayonaka no Door (Stay with Me) und Miki Matsubara weltweit an. Die offizielle Audio-Version des Songs auf YouTube erreichte bislang (Stand Dezember 2023) 129 Millionen Aufrufe. Grund war hierfür neben einer vielfach beachteten Coverversion der indonesischen Sängerin Rainych die generell seit den 2010er Jahren steigende Popularität von City Pop. So erreichte unter anderem auch das Lied Plastic Love von Mariya Takeuchi mehr als 30 Jahre nach seiner Veröffentlichung neue Bekanntheit.
Neben einer Vielzahl von 2020 auf YouTube hochgeladener Coverversionen stieg die Bekanntheit von Mayonaka no Door (Stay with Me) auch durch seine Verwendung in zahlreichen Videos auf TikTok an. Hierbei entstand ein Internettrend, in dem Nutzer der App ihren japanischen oder japanischstämmigen Müttern das Lied vorspielten, um deren Reaktion darauf festzuhalten. Zudem fand Mayonaka no Door (Stay with Me) vielfach Verwendung in Memes.
Durch seine hohe Popularität tauchte Mayonaka no Door (Stay with Me) in den Charts von Streaming-Diensten wie Spotify und Apple Music auf. Vom 10. bis 27. Dezember 2020 stand der Song auf Platz eins der Global Viral Charts von Spotify und erreichte die lokalen Viral Charts von 42 Ländern, darunter die Vereinigten Staaten, Großbritannien und Indonesien. Auch in der asiatischen Clubszene hat das Lied einen hohen Bekanntheitsgrad entwickelt. Nachdem bereits 2003 und 2018 eine Neuauflage des Liedes auf Vinyl erschienen war, erfolgte 2021 eine erneute Veröffentlichung des Albums Pocket Park und der Single.
Im November 2023 wurde auf dem offiziellen YouTube-Kanal von Miki Matsubara – anlässlich ihres 64. Geburtstags – 44 Jahre nach Erstveröffentlichung von Mayonaka no Door (Stay with Me) ein neues Musikvideo zum Lied veröffentlicht.

## Coverversionen (Auswahl)
- 2015: Akina Nakamori
- 2019: Megumi Nakajima
- 2020: Ms.Ooja
- 2020: Rainych